# Half Written Story
Half Written Story es el segundo EP de cantante estadounidense Hailee Steinfeld lanzado el 8 de mayo de 2020, a través de Republic Records. Se considera la primera mitad de un proyecto de dos piezas, que se complementa con su próximo tercer EP, programado para ser lanzado en el verano de 2020. Además, es el primer lanzamiento de Steinfeld desde su EP debut Haiz en noviembre de 2015. El EP está respaldado por dos sencillos, «Wrong Direction» y «I Love You's».

## Antecedentes y lanzamiento
El 26 de marzo de 2020, se informó que Steinfeld lanzaría un proyecto de dos partes en 2020, y la primera parte se lanzaría el 1 de mayo de 2020. Steinfeld más tarde anunció que el lanzamiento del proyecto se postergaría hasta el 8 de mayo de 2020, debido a que ella necesita más tiempo para perfeccionarlo. El 27 de abril de 2020, anunció que la primera parte se llamaría Half Written Story, además de revelar su portada y la lista de canciones.
«Este proyecto es una colección de canciones que son tan especiales para mí y de las que estoy increíblemente orgullosa. Este es el primer trabajo que realizo desde mi debut en 2015 y no puedo esperar a que todos escuchen estas nuevas canciones», comentó Steinfeld sobre el EP.

## Promoción
«Wrong Direction» se estrenó como el primer sencillo del álbum el 1 de enero de 2020. Ashley Iasimone de Billboard caracterizó al tema como «una balada emocional que aborda una relación pasada». Fue seguido por «I Love You's». el 26 de marzo de 2020, que líricamente, aborda el amor propio y la esperanza.

## Lista de canciones
Créditos adaptados de Idolator.

| N.º | Título               | Escritor(es)                                                                                   | Productor(es)  | Duración |  |
| 1.  | «I Love You's»       | David Freeman, David Stewart, Joseph Hughe], Jessica Agombar y Sarah Griffiths                 | Stewart        | 3:36     |  |
| 2.  | «Your Name Hurts»    | Hailee Steinfeld, Elizabeth Lowell Boland, Janee Bennett, Caroline Pennell y Stephen Kozmeniuk | Koz            | 3:42     |  |
| 3.  | «End This (L.O.V.E)» | Steinfeld, Boland, Trey Campbell, Kozmeniuk, Bert Kaempfert y Milt Gabler                      | Koz y The 23rd | 3:03     |  |
| 4.  | «Man Up»             | Steinfeld, Boland, Kennedi Lykken, Brett McLaughlin y Dernst Emile                             | D'Mile         | 2:48     |  |
| 5.  | «Wrong Direction»    | Steinfeld, Elizabeth Lowell Boland, Skyler Stonestreet y Stephen Kozmeniuk                     | Koz            | 4:08     |  |

## Posicionamiento en listas
| Listas (2020)              | Mejor posición |
| -------------------------- | -------------- |
| Reino Unido Download (OCC) | 97             |

## Historial de lanzamiento
| País   | Fecha             | Formato                     | Discográfica | Ref.   |
| ------ | ----------------- | --------------------------- | ------------ | ------ |
| Varios | 8 de mayo de 2020 | Descarga digital, Streaming | Republic     | [ 10 ] |